# Потье де Жевр, Луи-Жоашен-Пари
Луи-Жоашен-Пари Потье де Жевр (фр. Louis-Joachim-Paris Potier de Gesvres; 9 мая 1733, Сент-Уан-сюр-Сен — 7 июля 1794, Париж), 5-й герцог де Жевр, пэр Франции — французский государственный деятель, последний мужской представитель дома Потье.

## Биография
Сын Луи-Леона Потье де Жевра, герцога де Трема, и Элеоноры-Мари де Монморанси-Люксембург.
Родился в деревенском доме своего дяди герцога Франсуа-Жоашена-Бернара. Был крещен в церкви в Сен-Жан-ан-Грев, восприемниками при крещении были его бабка, принцесса де Тенгри, и город Париж, представленный  Луи-Базилем де Бернажем, государственным советником, кавалером Большого креста ордена Святого Людовика, прево купцов и эшевенов. Церемония была проведена 30 мая 1748 его дядей епископом Бове.
Первоначально титуловался маркизом де Жевр.
7 июля 1758 признан наследником губернаторств Иль-де-Франса и Монсо, доставшихся ему в 1774 году, так же как титулы герцога де Жевр и пэра Франции.
В мае 1766 стал генеральным наместником в Руанском бальяже и земле Ко. В декабре того де года королевским патентом ему были предоставлены герцогские почести.
Во время террора был арестован по подозрению в заговоре. Содержался в Люксембургской тюрьме, 19 мессидора II года Республики был гильотинирован.

## Семья
Жена (4.04.1758): Луиза-Франсуаза-Мари Дюгеклен (р. 1737), дочь и наследница маркиза Бертрана Сезара Дюгеклена, сеньора де Робери и Монмарена, кампмейстера Королевского пехотного полка, первого дворянина Палаты герцога Орлеанского, из младшей линии рода коннетабля, и Маргерит дю Бос. В январе 1759 получила право табурета. Брак бездетный